# Selva di Cadore
Selva di Cadore es una localidad y comune italiana de la provincia de Belluno, región de Véneto, con 523 habitantes.

## Evolución demográfica
| Gráfica de evolución demográfica de Selva di Cadore entre 1861 y 2001 |
|                                                                       |
| Fuente ISTAT - elaboración gráfica de Wikipedia                       |